# Nýdek
Nýdek (in polacco Nydek, in tedesco Niedek) è un comune della Repubblica Ceca facente parte del distretto di Frýdek-Místek, nella regione della Moravia-Slesia.